# Henri Médus

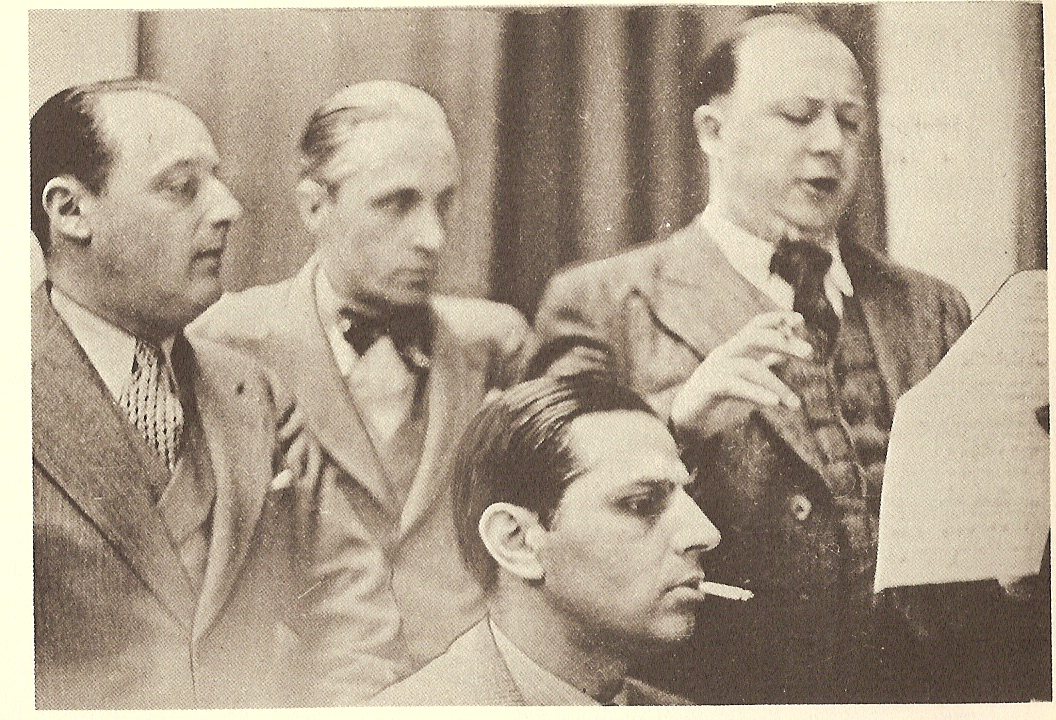
Von links: Georges Truc, Pierre Vellones, Henri Médus. Am Klavier: Maurice Jaubert (um 1937)

Henri Médus (* 21. Oktober 1904 in Guelma, Französisch-Nordafrika; † 11. November 1985 in Toulon) war ein französischer Opernsänger in der Stimmlage Bass.

## Leben
Henri Médus wuchs als Kind von Algerienfranzosen auf und erhielt eine Gesangsausbildung an der „École des Beaux-Arts“ in Algier. 1929 debütierte er an der Opéra d’Alger unter dem Intendanten Désiré-Émile Inghelbrecht  in der Rolle des Colline in Giacomo Puccinis La Bohème. 1931 wechselte er zur weiteren Ausbildung nach Paris und sang zunächst als Chorist am Théâtre du Châtelet. Im Jahr 1933 hatte er sein Debüt an der Pariser Oper in der Rolle des Ramphis in der Oper Aida. Er blieb dem Haus bis 1958 verpflichtet und sang nahezu alle großen Bass-Rollen der Opernliteratur. Er war an den Uraufführungen u. a. von Reynaldo Hahns Le marchand de Venise  (1935), Oedipe von George Enescu (1936), La Samaritaine von Max d’Ollone (1937)   und Bolivar von Darius Milhaud (1950) beteiligt. Mit dem Ensemble der Opera Comique war er zu Gast im Royal Opera House in Covent Garden in London, wo zum ersten Mal die Oper Ariane et Barbe-Bleue von Paul Dukas gespielt wurde.
Médus gab später vermehrt Konzerte und trat in der französischen Provinz, Deutschland, Niederlande, Belgien, Portugal und Spanien auf. 1974 verabschiedete er sich in Lille in der Rolle des Sarastro. Er lehrte Gesang am Pariser Konservatorium und war Juror bei Gesangswettbewerben.